# El Planeta (Film)
El Planeta ist ein Film von Amalia Ulman, der Ende Januar 2021 beim Sundance Film Festival seine Premiere feierte und Mitte November 2022 in Deutschland ist das Programm des Streamingdiensts Mubi aufgenommen wurde. Die Regisseurin spielt im Film zudem Leonor Jimenez, die nach ihrer Rückkehr in ihre Heimatstadt Gijón entdeckt, dass ihre Mutter María, gespielt von Ale Ulman, eine Betrügerin ist, nur auf Pump lebt und ihre Wohnung bald geräumt werden soll. 

## Handlung
Nachdem die in London lebende Modestylistin Leonor Jimenez arbeitslos wird, zieht sie wieder zurück in ihre Heimatstadt Gijon an der spanischen Küste. Um sich das Flugticket leisten zu können, musste sie ihre Nähmaschine verkaufen. Sie zieht wieder bei ihrer Mutter María ein. Die ließ sich von Leonors Vater scheiden, der jedoch kurz darauf starb und sie ohne Unterhaltsschecks zurückließ. 
An ein Leben als arme Frau wollte sich María jedoch nicht gewöhnen. Daher hat sie in den Jahren von Leonors Abwesenheit überall in der Stadt Schulden gemacht, und dies oft auf unfeine oder gar kriminelle Art und Weise. Teure Kleidung lässt sie im Geschäft auf die Rechnung eines wohlhabenden Mannes setzen, der angeblich ihr Freund ist. Wenn sie Essen geht, erzählt María von der angeblichen, großen internationale Karriere ihrer Tochter und deren riesiger Fangemeinde auf Instagram und lässt auch hier das Essen wieder einem angeblichen Freund in Rechnung stellen. Ihre Lebensmittel bestellt sie telefonisch und geht auch hier so vor. Sie glaubt, ihre Probleme und Schulden werden sich schon irgendwie auf wundersame Weise von selbst lösen.
Nun, wo María ihre kleine Wohnung verlieren soll, in der man den Strom abschaltet, ist Leonor gefragt, ihr zu helfen. In zwei Monaten soll diese geräumt werden. María jedoch will nicht von ihrem Kurs abkommen und wäre sogar bereit, als Strafe für all die Betrügereien ins Gefängnis zu gehen, wo sich ihre Sorgen eh in Luft auflösen würden.

## Die internationale Finanzkrise in Spanien

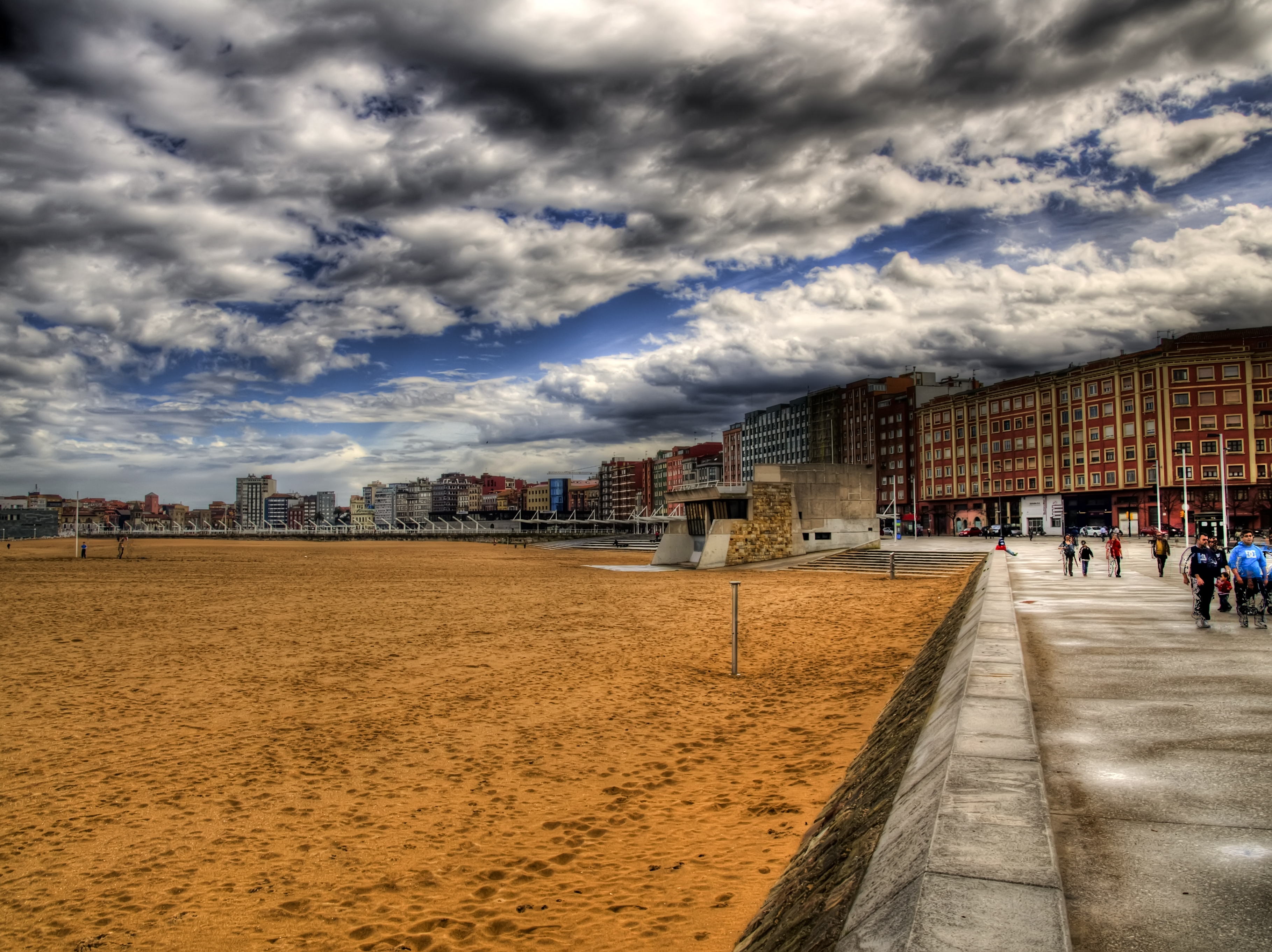
Nicht nur über der Stadt Gijón war während der Finanzkrise der Himmel trüb

Der Film, der im Jahr 2018 spielt, zeigt, welche wirtschaftlichen Auswirkungen die internationale Finanzkrise ab 2009 auf Spanien hatte. Nachdem bereits zwischen 1960 und 1973 etwa 600.000 Spanier wegen der Arbeit ins Ausland gezogen waren, meist nach Deutschland, hatte Spanien in einer Zeit des wirtschaftlichen Aufschwungs auf billige Arbeitskräfte aus dem Ausland gesetzt, die meist ohne Papiere arbeiteten. Sie waren vor allem im Bausektor, im Tourismus und in der Landwirtschaft tätig. Die Touristenzahlen waren jahrelang kontinuierlich angestiegen, auf 59 Millionen Besucher im Jahr 2007, fielen aber in den Krisenjahren 2008/2009 auf 52 Millionen, was einem Einnahmeverlust von knapp drei Milliarden Euro pro Jahr entspricht.
Erst Jahre später kamen die Wirtschaft des Landes und auch der Tourismus wieder in Schwung. Dennoch hatte Spanien weiterhin eine hohe Arbeitslosenquote, so fast 14 Prozent im Jahr 2019. Besonders die jungen Menschen im Land sind davon betroffen. Weil es selbst für Hochschulabsolventen kaum Möglichkeiten gibt, in einen Job einzusteigen, sehen sich viele gezwungen, ihr Glück in anderen europäischen Ländern mit besseren Berufsaussichten zu suchen.

## Produktion

### Stab, Biografisches und Besetzung

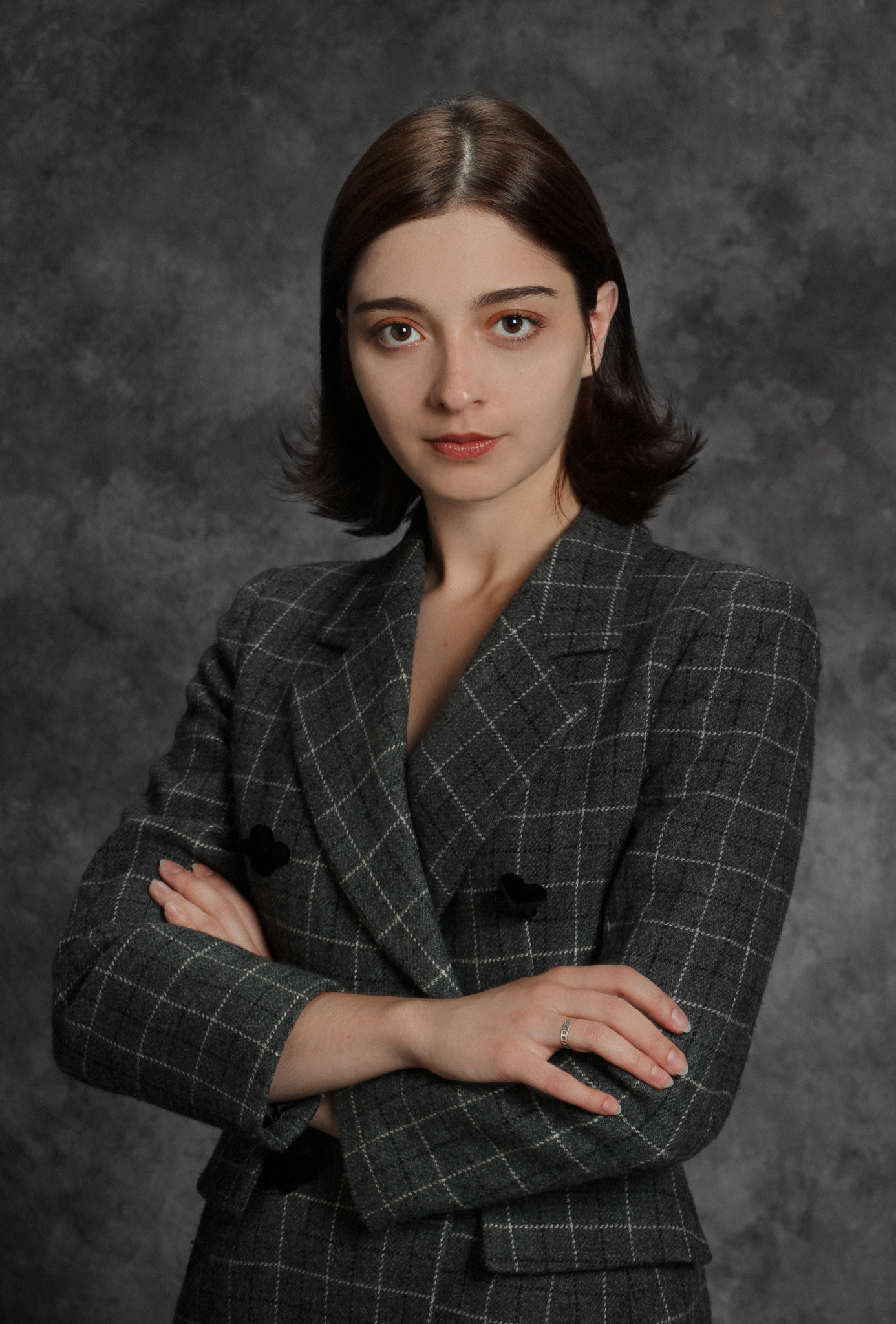
Regisseurin Amalia Ulman

Die in Argentinien geborene Regisseurin Amalia Ulman gibt mit El Planeta ihr Filmdebüt und schrieb auch das Drehbuch. Zudem spielt sie Leonor, während Maria von ihrer Mutter Ale Ulman verkörpert wird. Die Regisseurin verarbeitete in ihrem Film eigene Erfahrungen, kein Geld oder keine Wohnung zu haben. Auch besuchte Ulman wirklich in London eine Designschule und auch sie hatte eine Verletzung am Bein erlitten. Auch Katze Holga gab es wirklich. Sie wurde zur Namensgeberin von Ulmans Produktionsfirma.
Zudem nimmt Ulman im Film Bezug auf den Fall von "Las Falsas Ricas", der sich im Jahr 2013 ereignete und durch die Boulevardpresse ging. Dabei gaben sich Mutter und Tochter in betrügerischer Absicht als gut betuchte, aus besseren Kreisen stammende Frauen aus. Die heute in New York lebende Ulman wurde zwar in Argentinien geboren, wuchs aber in Gijón auf, wo der Film spielt. Sie nimmt auch Bezug auf die Folgen der Finanzkrise für die Stadt mit zwischenzeitlich menschenleeren Strandpromenaden und "Zu-Vermieten"-Schildern an den Geschäften. Ulman wollte mit dem Film zeigen, wie wichtig es für manche Menschen ist, den Schein zu wahren und wie viel Scham eine Person erträgt, wenn sie in Armut abrutscht und man ohne Rentenansprüche durchaus riskiert, im Gefängnis zu landen, wo man zumindest ein Dach über dem Kopf und ausreichend Essen hat.
Neben Regisseurin Amalia Ulman und ihrer Mutter sind im Film Saoirse Bertram in der Rolle der Moderedakteurin und Chen Zhou in der Rolle von Marías Kurzbeziehung Amadeus zu sehen. Der spanische Science-Fiction-Regisseur und Filmemacher Nacho Vigalondo spielt in einem Cameo-Auftritt einen älteren, potentiellen Kunden.

### Dreharbeiten und Filmmusik
Die Dreharbeiten fanden in der Küstenstadt Gijón in der spanischen Region Asturien statt, dem Handlungsort des Films. Als Kameramann fungierte Carlos Rigo Bellver. Er drehte den Film in Schwarzweiß, und um ein von der Finanzkrise gebeuteltes und kaum von Touristen besuchtes Gijón zu zeigen, außerhalb der Saison. So spiegelten die Bilder den Abstieg der beiden Hauptfiguren, gleich zu Beginn des Films angedeutet durch den trüben, wolkenverhangenen Himmel über der Stadt, so David Rooney. Das titelgebende kleine Restaurant „El Planeta“ befindet sich in der Tránsito de las Ballenas in der Nähe des Yachthafens und der Cuesta del Cholo im Stadtteil Cimavilla.
Die Filmmusik steuerte Chicken, auch bekannt als DJ Burke Battelle, bei.

### Veröffentlichung
Eine erste Vorstellung erfolgte am 30. Januar 2021 beim Sundance Film Festival. Ende April, Anfang Mai 2021 wurde er im Rahmen der Reihe New Directors / New Films gezeigt, einem gemeinsamen Filmfestival des New Yorker Museum of Modern Art und der Film Society of Lincoln Center. Im Juli 2021 wurde er beim Galway Film Fleadh gezeigt. Im August 2021 wurde er beim Filmfestival Karlovy Vary vorgestellt. Anfang Oktober 2021 wurde er beim Filmfest Hamburg gezeigt, hiernach beim Busan International Film Festival und Ende des Monats bei der Viennale. Ende Januar, Anfang Februar 2022 wurde er beim Göteborg International Film Festival vorgestellt. In Deutschland erschien der Film am 16. November 2022 digital beim Streamingdienst Mubi.

## Rezeption

### Kritiken
Der Film konnte bislang 95 Prozent aller Kritiker bei Rotten Tomatoes überzeugen bei einer durchschnittlichen Bewertung mit 7,5 der möglichen 10 Punkte. Bei Metacritic erhielt der Film einen Metascore von 76 von 100 möglichen Punkten.
Andrew Bundy von The Playlist beschreibt Amalia Ulmans Spielfilmdebüt als eine wunderbar kluge, feministische Komödie. Ein bisschen Jean-Luc Godard und ein bisschen Greta Gerwig, sei Ulmans Schwarzweiß-Film ein Jack-in-the-Box. Auch visuell sei der Film beeindruckend, voll von frischen, sauberen Kompositionen, als ob der Geist von Éric Rohmer Alfonso Cuaróns Roma gedreht hätte. Hervorragend seien öffentliche Räume genutzt worden, so die Rolltreppen in den Kaufhäusern, die fast endlos erscheinen.
David Rooney von The Hollywood Reporter schreibt, auch wenn ein Teil des Dialogs improvisiert zu sein scheint, profitiere der Film von der entspannten Spontaneität von Ulman und ihrer Mutter und fühle sich genau richtig an für diese Momentaufnahme von zwei Menschen, die treiben und den Schein wahren, obwohl ihre finanzielle Situation ihn Angst machen sollte. In ihrer ersten Rolle als Schauspielerin sei Ale Ulman entzückend und verleihe María einen leichten Hauch von Norma Desmond oder Blanche DuBois.

### Auszeichnungen
Buenos Aires International Festival of Independent Cinema 2021
- Auszeichnung für die Beste Regie in der International Official Selection (Amalia Ulman)
- Auszeichnung mit dem FEISAL Award / Mención especial (Amalia Ulman)[20]

Calgary International Film Festival 2021
- Nominierung im International Narrative Competition[21]

Galway Film Fleadh 2021
- Nominierung als Bester internationaler Film (Amalia Ulman)
- Auszeichnung mit dem Peripheral Visions Award[22][23]

Gotham Awards 2021
- Nominierung für das Beste Drehbuch (Amalia Ulman)
- Nominierung als Beste/-r Nachwuchsdarsteller/-in (Amalia Ulman)[24]

New Horizons International Film Festival 2021
- Nominierung im internationalen Wettbewerb[25]

Sarajevo Film Festival 2021
- Nominierung für den Preis für Geschlechtergleichheit[26]

Sundance Film Festival 2021
- Nominierung für den World Cinema Grand Jury Prize: Dramatic (Amalia Ulman)